# 塔石嘴站
塔石嘴站是一个成昆铁路上的铁路车站，位于云南省禄丰县广通镇塔石苴村，建于1964年，邮政编码为651214。
塔石咀站目前为五等站，隶属昆明铁路局管辖，西距广通站14公里，成都站961公里，东距昆明站139公里。该站不办理客货运营业。